# Bengaluru Football Club 2022-2023
Questa voce raccoglie le informazioni riguardanti il Bengaluru nelle competizioni ufficiali della stagione 2022-2023.

## Organico

### Rosa
| N. |                      | Ruolo | Calciatore            |
| -- | -------------------- | ----- | --------------------- |
| 1  | India (bandiera)     | P     | Gurpreet Singh Sandhu |
| 2  | India (bandiera)     | C     | Parag Shrivas         |
| 3  | India (bandiera)     | D     | Sandesh Jhingan       |
| 4  | Australia (bandiera) | D     | Aleksandar Jovanović  |
| 5  | Brasile (bandiera)   | D     | Alan Costa            |
| 6  | Brasile (bandiera)   | C     | Bruno Ramires         |
| 7  | India (bandiera)     | A     | Jayesh Rane           |
| 8  | India (bandiera)     | C     | Suresh Singh Wangjam  |
| 10 | Spagna (bandiera)    | C     | Javi Hernández        |
| 11 | India (bandiera)     | A     | Sunil Chhetri         |
| 12 | India (bandiera)     | C     | Danish Farooq Bhat    |
| 13 | India (bandiera)     | P     | Amrit Gope            |
| 14 | India (bandiera)     | A     | Harmanpreet Singh     |
| 15 | India (bandiera)     | D     | Wungngayam Muirang    |
| 18 | India (bandiera)     | C     | Rohit Kumar           |
| 19 | India (bandiera)     | A     | Faisal Ali            |

| N. |                   | Ruolo | Calciatore           |
| -- | ----------------- | ----- | -------------------- |
| 21 | India (bandiera)  | A     | Udanta Singh         |
| 22 | Figi (bandiera)   | A     | Roy Krishna          |
| 23 | Spagna (bandiera) | C     | Pablo Pérez          |
| 24 | India (bandiera)  | D     | Hira Mondal          |
| 25 | India (bandiera)  | C     | Namgyal Bhutia       |
| 29 | India (bandiera)  | A     | Ashish Jha           |
| 30 | India (bandiera)  | P     | Lara Sharma          |
| 31 | India (bandiera)  | C     | Leon Augustine       |
| 32 | India (bandiera)  | C     | Naorem Roshan Singh  |
| 33 | India (bandiera)  | D     | Prabir Das           |
| 35 | India (bandiera)  | C     | Biswa Darjee         |
| 36 | India (bandiera)  | C     | Thoi Singh           |
| 39 | India (bandiera)  | A     | Sivasakthi Narayanan |
| 40 | India (bandiera)  | A     | Damait Lyngdoh       |
| 43 | India (bandiera)  | P     | Sharon Padattil      |

### Altri giocatori
| N. |                  | Ruolo | Calciatore      |
| -- | ---------------- | ----- | --------------- |
|    | India (bandiera) | C     | Amay Morajkar   |
|    | India (bandiera) | C     | Akashdeep Singh |

| N. |                           | Ruolo | Calciatore        |
| -- | ------------------------- | ----- | ----------------- |
|    | India (bandiera)          | A     | Edmund Lalrindika |
| 9  | Rep. del Congo (bandiera) | A     | Prince Ibara      |

### Staff tecnico
- Simon Grayson - Allenatore
- Eric Kinder - Vice allenatore
- Naushad Moosa - Vice allenatore
- Andy Beasley - Allenatore portieri
- Albert Roca - Direttore tecnico

## Calciomercato
| Acquisti | Acquisti                 | Acquisti        | Acquisti      |
| R.       | Nome                     | da              | Modalità      |
| -------- | ------------------------ | --------------- | ------------- |
| P        | Lara Sharma              |                 |               |
| P        | Amrit Gope               | TRAU            | Definitivo    |
| P        | Gurpreet Singh Sandhu    |                 |               |
| P        | Sharon Padattil          |                 |               |
| D        | Alan Costa               |                 |               |
| D        | Prabir Das               | ATK Mohun Bagan | Definitivo    |
| D        | Wungngayam Muirang       |                 |               |
| D        | Hira Mondal              | East Bengal     | Definitivo    |
| D        | Aleksandar Jovanović     | Macarthur       | Definitivo    |
| D        | Clarence Fernandes       | Dempo           | Definitivo    |
| D        | Felixson Conny Fernandes | RF Young Champs | Definitivo    |
| D        | Sandesh Jhingan          |                 | Svincolato    |
| C        | Bruno Ramires            |                 |               |
| C        | Biswa Darjee             | Rajasthan Utd   | Fine prestito |
| C        | Javi Hernández           | Odisha          | Definitivo    |
| C        | Leon Augustine           |                 |               |
| C        | Namgyal Bhutia           |                 |               |
| C        | Parag Shrivas            |                 |               |
| C        | Naorem Roshan Singh      |                 |               |
| C        | Akashdeep Singh          |                 |               |
| C        | Ajay Chhetri             |                 |               |
| C        | Rohit Kumar              |                 |               |
| C        | Danish Farooq Bhat       |                 |               |
| C        | Suresh Singh Wangjam     |                 |               |
| C        | Thoi Singh               | Bengaluru B     | Definitivo    |
| A        | Prince Ibara             |                 |               |
| A        | Sunil Chhetri            |                 |               |
| A        | Faisal Ali               | Mohammedan      | Definitivo    |
| A        | Roy Krishna              |                 | Svincolato    |
| A        | Sudheer Kotikala         | Kickstart       | Definitivo    |
| A        | Ankith Padmanabhan       | Kickstart       | Definitivo    |
| A        | Damait Lyngdoh           |                 |               |
| A        | Sivasakthi Narayanan     |                 |               |
| A        | Udanta Singh             |                 |               |
| A        | Edmund Lalrindika        |                 |               |
| A        | Harmanpreet Singh        |                 |               |
| A        | Jayesh Rane              |                 |               |

| Cessioni | Cessioni                 | Cessioni        | Cessioni   |
| R.       | Nome                     | a               | Modalità   |
| -------- | ------------------------ | --------------- | ---------- |
| D        | Sarthak Golui            | East Bengal     | Definitivo |
| D        | Pratik Chowdhary         |                 | Svincolato |
| D        | Yrondu Musavu-King       |                 | Svincolato |
| D        | Ajith Kumar              | Chennaiyin      | Definitivo |
| D        | Yaya Banana              |                 | Svincolato |
| D        | Felixson Conny Fernandes | Bengaluru B     | Definitivo |
| D        | Clarence Fernandes       | Bengaluru B     | Definitivo |
| C        | Ashique Kuruniyan        | ATK Mohun Bagan | Definitivo |
| C        | Iman Basafa              |                 | Svincolato |
| C        | Ajay Chhetri             | Punjab FC       | Prestito   |
| A        | Cleiton Silva            |                 | Svincolato |
| A        | Bidyashagar Singh        | Kerala Blasters | Prestito   |
| A        | Ankith Padmanabhan       | Bengaluru B     | Definitivo |
| A        | Sudheer Kotikala         | Bengaluru B     | Definitivo |

### Mercato invernale
| Acquisti | Acquisti    | Acquisti        | Acquisti   |
| R.       | Nome        | da              | Modalità   |
| -------- | ----------- | --------------- | ---------- |
| C        | Pablo Pérez |                 | Svincolato |
| A        | Ashish Jha  | Sreenidi Deccan | Definitivo |

| Cessioni | Cessioni           | Cessioni        | Cessioni   |
| R.       | Nome               | a               | Modalità   |
| -------- | ------------------ | --------------- | ---------- |
| D        | Hira Mondal        |                 | Svincolato |
| C        | Danish Farooq Bhat | Kerala Blasters | Definitivo |
| A        | Faisal Ali         | Mohammedan      | Prestito   |

### Post stagione
| Acquisti | Acquisti | Acquisti | Acquisti |
| R.       | Nome     | da       | Modalità |
| -------- | -------- | -------- | -------- |

| Cessioni | Cessioni   | Cessioni | Cessioni      |
| R.       | Nome       | a        | Modalità      |
| -------- | ---------- | -------- | ------------- |
| D        | Alan Costa | Avaí     | Fine prestito |

## Risultati

### Indian Super League
| Arbitro: | Kumar Gupta R. |

|                |           |  |
| Alan Costa 87’ | Marcatori |  |

| Arbitro: | Crystal J. |

|                                |           |                |
| Prasanth Karuthadathkuni 45+1’ | Marcatori | 5’ Roy Krishna |

| Arbitro: | Bora U. |

|                         |           |  |
| Bartholomew Ogbeche 83’ | Marcatori |  |

| Arbitro: | Nathan S. |

|                        |           |  |
| Nandha Kumar Sekar 33’ | Marcatori |  |

| Arbitro: | Kundu H. |

|  |           |                   |
|  | Marcatori | 69’ Cleiton Silva |

| Arbitro: | Srikrishna C. |

|                                                                                  |           |  |
| Jorge Pereyra Díaz 14’ Lalengmawia 32’ Bipin Singh 58’ Lallianzuala Chhangte 74’ | Marcatori |  |

| Arbitro: | Rowan A. |

|  |           |                         |
|  | Marcatori | 27’, 57’ Javi Hernández |

| Arbitro: | Kanojia A. |

|  |           |                      |
|  | Marcatori | 83’ Dimitri Petratos |

| Arbitro: | Mohamed J. |

|                                                                   |           |                                             |
| Marko Lešković 25’ Dīmītrīs Diamantakos 43’ Apostolos Giannou 70’ | Marcatori | 14’ (Rig.) Sunil Chhetri 81’ Javi Hernández |

| Arbitro: | Venkatesh R. |

|                       |           |  |
| Danish Farooq Bhat 5’ | Marcatori |  |

| Arbitro: | Singh P. |

|  |           |                                                                      |
|  | Marcatori | 26’ Bartholomew Ogbeche 43’ (A.g.) Sandesh Jhingan 90’ Joel Chianese |

| Arbitro: | Kumar Gupta R. |

|                                |           |                    |
| Cleiton Silva 39’ (Rig.) 90+2’ | Marcatori | 55’ Javi Hernández |

| Arbitro: | Mondal P. |

|                          |           |                                           |
| Romain Philippoteaux 66’ | Marcatori | 50’ Sivasakthi Narayanan 90+4’ Alan Costa |

| Arbitro: | Nathan S. |

|                                                   |           |                           |
| Rohit Kumar 26’ Roy Krishna 28’ Pablo Pérez 90+2’ | Marcatori | 50’ (Rig.) Diego Maurício |

| Arbitro: | Venkatesh R. |

|  |           |                                                         |
|  | Marcatori | 7’ Rohit Kumar 34’ Roy Krishna 62’ Sivasakthi Narayanan |

| Arbitro: | Nagvenkar T. |

|                                               |           |                           |
| Sivasakthi Narayanan 15’, 23’ Rohit Kumar 30’ | Marcatori | 59’ Edwin Sydney Vanspaul |

| Arbitro: | Purkayastha A. |

|                        |           |                                      |
| Dimitri Petratos 90+3’ | Marcatori | 78’ Javi Hernández 90+1’ Roy Krishna |

| Arbitro: | Rowan A. |

|                                      |           |                   |
| Sunil Chhetri 57’ Javi Hernández 70’ | Marcatori | 77’ Mourtada Fall |

| Arbitro: | Nagvenkar T. |

|                 |           |  |
| Roy Krishna 32’ | Marcatori |  |

| Arbitro: | Kundu H. |

|                                              |           |                      |
| Sivasakthi Narayanan 6’, 76’ Pablo Pérez 81’ | Marcatori | 33’ Iker Guarrotxena |

#### Andamento in campionato
| Giornata  | 1 | 2 | 3 | 4 | 5 | 6 | 7 | 8 | 9 | 10 | 11 | 12 | 13 | 14 | 15 | 16 | 17 | 18 | 19 | 20 | 21 | 22 |
| --------- | - | - | - | - | - | - | - | - | - | -- | -- | -- | -- | -- | -- | -- | -- | -- | -- | -- | -- | -- |
| Luogo     | C | T | T | T | X | C | T | T | C | T  | C  | C  | T  | T  | C  | T  | C  | T  | C  | C  | X  | C  |
| Risultato | V | N | P | P | X | P | P | V | P | P  | V  | V  | P  | V  | V  | V  | V  | V  | V  | V  | X  | V  |
| Posizione | 4 | 4 | 5 | 7 | 8 | 9 | 9 | 9 | 9 | 9  | 8  | 8  | 9  | 8  | 8  | 7  | 6  | 6  | 4  | 3  | 3  | 4  |

Legenda:

Luogo: C = Casa; T = Trasferta. Risultato: V = Vittoria; N = Pareggio; P = Sconfitta.

#### Qualificazione
| Arbitro: | Crystal J. |

|                   |           |  |
| Sunil Chhetri 97’ | Marcatori |  |

#### Semifinali
| Arbitro: | Venkatesh R. |

|  |           |                   |
|  | Marcatori | 78’ Sunil Chhetri |

| Arbitro: | Kumar Gupta R. |

|                                                                         |                      |                                                                          |
| Javi Hernández 22’                                                      | Marcatori            | 30’ Bipin Singh 66’ Mehtab Singh                                         |
| J. Hernández Krishna Alan Chhetri Pablo Pérez Das Kumar Wangjam Jhingan | Tiri di rigore 9 – 8 | Stewart Pereyra Díaz L. Chhangte Jahouh Bheke V. Singh Fall Rai M. Singh |

#### Finale
| Arbitro: | Kundu H. |

|                                        |                      |                                            |
| Dimitri Petratos 14’ (Rig.) 85’ (Rig.) | Marcatori            | 45+5’ (Rig.) Sunil Chhetri 78’ Roy Krishna |
| Petratos Colaco Nassiri M. Singh       | Tiri di rigore 4 – 3 | Alan Krishna Ramires Chhetri Pérez         |

| ATK Mohun Bagan | Bengaluru |

|                 |    |                         |       |          |
|                 |    |                         |       |          |
| GK              | 1  | Vishal Kaith            |       |          |
| RB              | 44 | Ashish Rai              |       |          |
| CB              | 20 | Pritam Kotal (c)        |       |          |
| CB              | 3  | Slavko Damjanović       |       |          |
| LB              | 15 | Subashish Bose          |       |          |
| CM              | 8  | Carl McHugh             | 68’   | 87’      |
| CM              | 33 | Glan Martins            |       | 46’      |
| RW              | 11 | Manvir Singh            |       |          |
| AM              | 10 | Hugo Boumous            |       | 86’      |
| LW              | 19 | Ashique Kuruniyan       |       | 54’      |
| CF              | 9  | Dimitri Petratos        |       |          |
| A disposizione: |    |                         |       |          |
| CF              | 17 | Liston Colaco           |       | 54’      |
| CM              | 21 | Federico Gallego        |       | 87’      |
| CB              | 5  | Brendan Hamill          |       | 86’ 106’ |
| CB              | 14 | Lalrinliana Hnamte      | 90+2’ | 46’      |
| CM              | 32 | Lalthathanga Khawlhring |       |          |
| CF              | 27 | Md. Fardin Ali Molla    |       |          |
| CF              | 25 | Kiyan Nassiri           |       |          |
| CB              | 2  | Sumit Rathi             |       | 106’     |
| GK              | 31 | Arsh Shaikh             |       |          |
| Allenatore      |    |                         |       |          |
| Juan Ferrando   |    |                         |       |          |

|                 |    |                           |      |      |
|                 |    |                           |      |      |
| GK              | 1  | Gurpreet Singh Sandhu (c) |      |      |
| CB              | 4  | Aleksandar Jovanović      |      | 46’  |
| CB              | 3  | Sandesh Jhingan           |      |      |
| CB              | 6  | Bruno Ramires             |      |      |
| RM              | 33 | Prabir Das                | 31’  |      |
| CM              | 8  | Suresh Singh Wangjam      |      |      |
| CM              | 10 | Javi Hernández            |      | 91’  |
| CM              | 18 | Rohit Kumar               |      | 102’ |
| LM              | 32 | Naorem Roshan Singh       | 37’  | 108’ |
| CF              | 22 | Roy Krishna               |      |      |
| CF              | 39 | Sivasakthi Narayanan      |      | 4’   |
| A disposizione: |    |                           |      |      |
| CB              | 5  | Alan Costa                |      | 102’ |
| CM              | 31 | Leon Augustine            |      |      |
| CM              | 25 | Namgyal Bhutia            |      |      |
| CF              | 11 | Sunil Chhetri             | 40’  | 4’   |
| GK              | 13 | Amrit Gope                |      |      |
| CM              | 23 | Pablo Pérez               | 118’ | 46’  |
| CF              | 7  | Jayesh Rane               |      |      |
| CM              | 2  | Parag Shrivas             |      | 108’ |
| CF              | 21 | Udanta Singh              |      | 91’  |
| Allenatore      |    |                           |      |      |
| Simon Grayson   |    |                           |      |      |

### Super Cup

#### 1º turno
| Arbitro: | Arumughan R. |

|                   |           |                      |
| Javi Hernández 9’ | Marcatori | 22’ Faysal Shayesteh |

| Arbitro: | Mondal P. |

|  |           |                                              |
|  | Marcatori | 66’ Udanta Singh 90+5’ (Rig.) Javi Hernández |

| Arbitro: | Kumar Gupta R. |

|                 |           |                          |
| Roy Krishna 23’ | Marcatori | 77’ Dīmītrīs Diamantakos |

#### Andamento in coppa
| Giornata  | 1 | 2 | 3 |  |
| --------- | - | - | - |  |
| Luogo     | C | T | C |  |
| Risultato | N | V | N |  |
| Posizione | 2 | 1 | 1 |  |

Legenda:

Luogo: C = Casa; T = Trasferta. Risultato: V = Vittoria; N = Pareggio; P = Sconfitta.

#### Semifinale
| Arbitro: | Venkatesh R |

|                                   |           |  |
| Jayesh Rane 67’ Sunil Chhetri 84’ | Marcatori |  |

#### Finale
| Arbitro: | Kumar Gupta R. |

|                          |           |                         |
| Sunil Chhetri 83’ (Rig.) | Marcatori | 23’, 38’ Diego Maurício |

| Bengaluru | Odisha |

|                 |    |                       |     |
|                 |    |                       |     |
| GK              | 1  | Gurpreet Singh Sandhu |     |
| CB              | 32 | Naorem Roshan Singh   |     |
| CB              | 25 | Namgyal Bhutia        |     |
| CB              | 3  | Sandesh Jhingan       |     |
| RM              | 18 | Rohit Kumar           | 46’ |
| MF              | 8  | Suresh Singh Wangjam  | 22’ |
| MF              | 7  | Jayesh Rane           | 46’ |
| LF              | 6  | Bruno Ramires         |     |
| RW              | 22 | Roy Krishna           |     |
| FW              | 21 | Udanta Singh          |     |
| LW              | 11 | Sunil Chhetri (c)     | 58’ |
| A disposizione: |    |                       |     |
| MF              | 31 | Leon Augustine        |     |
| DF              | 33 | Prabir Das            |     |
| MF              | 45 | Lalremtluanga Fanai   |     |
| DF              | 4  | Aleksandar Jovanović  | 46’ |
| FW              | 39 | Sivasakthi Narayanan  |     |
| MF              | 23 | Pablo Pérez           | 46’ |
| GK              | 30 | Lara Sharma           |     |
| MF              | 2  | Parag Shrivas         |     |
| DF              | 44 | Robin Yadav           |     |
| Allenatore:     |    |                       |     |
| Simon Grayson   |    |                       |     |

|                  |    |                          |       |
|                  |    |                          |       |
| GK               | 1  | Amrinder Singh           | 29’   |
| RB               | 3  | Narender Gahlot          | 90+3’ |
| CB               | 6  | Osama Malik              |       |
| CB               | 5  | Carlos Delgado (c)       |       |
| LB               | 36 | Sahil Panwar             |       |
| MF               | 24 | Thoiba Singh Moirangthem |       |
| MF               | 25 | Princeton Rebello        | 86’   |
| RM               | 17 | Jerry Mawihmingthanga    | 86’   |
| AM               | 32 | Víctor Rodríguez         | 90+1’ |
| LM               | 11 | Nandha Kumar Sekar       | 78’   |
| FW               | 9  | Diego Maurício           | 86’   |
| A disposizione:  |    |                          |       |
| MF               | 21 | Saúl Crespo              | 86’   |
| MF               | 10 | Raynier Fernandes        |       |
| FW               | 99 | Aniket Jadhav            | 78’   |
| DF               | 39 | Lalruatthara             |       |
| DF               | 30 | Denechandra Meitei       |       |
| MF               | 19 | Isak Vanlalruatfela      |       |
| FW               | 7  | Pedro Martín             | 90+1’ |
| GK               | 28 | Lalthuammawia Ralte      |       |
| MF               | 8  | Paul Ramfangzauva        | 86’   |
| MF               | 48 | Isaac Vanmalsawma        | 86’   |
| Allenatore:      |    |                          |       |
| Clifford Miranda |    |                          |       |

### Durand Cup

#### Fase a gironi
| Arbitro: | Rahul Kumar G. |

|           |           |                         |
| Rishi 61’ | Marcatori | 23’ Chhetri 56’ Krishna |

| Arbitro: | Das S. |

|                                                    |           |  |
| Krishna 8’ Chhetri 23’ Faisal 71’ Sivasakthi 90+2’ | Marcatori |  |

| Arbitro: | Crystal J. |

|                            |           |                    |
| Chhetri 24’ Sivasakthi 26’ | Marcatori | 53’ Buam 64’ Lesly |

| Arbitro: | Srikrishna CR |

|                 |           |                  |
| Ningthoujam 13’ | Marcatori | 90+1’ Sivasakthi |

##### Andamento
| Giornata  | 1 | 2 | 3 | 4 | 5 |
| --------- | - | - | - | - | - |
| Luogo     | T | X | C | C | T |
| Risultato | V | X | V | N | N |
| Posizione | 2 | 2 | 1 | 2 | 2 |

Legenda:

Luogo: C = Casa; T = Trasferta. Risultato: V = Vittoria; N = Pareggio; P = Sconfitta.

#### Quarti di finale
| Calcutta 10 settembre 2022, ore 14:30 UTC+5:30                                | Odisha    | 1 – 2 referto                 | Bengaluru | Kishore Bharati Krirangan |
| \| \| \| \| \| Maurício 115’ \| Marcatori \| 97’ Sivasakthi 120+1’ Krishna \| |           |                               |           |                           |
|                                                                               |           |                               |           |                           |
| Maurício 115’                                                                 | Marcatori | 97’ Sivasakthi 120+1’ Krishna |           |                           |

#### Semifinale
| Arbitro: | Rowan A. |

|                 |           |  |
| Odei 30’ (A.g.) | Marcatori |  |

### Finale
| Calcutta 18 settembre 2022, ore 14:30 UTC+5:30                             | Mumbai City | 1 – 2 referto            | Bengaluru | Salt Lake Stadium |
| \| \| \| \| \| Lalengmawia 30’ \| Marcatori \| 11’ Sivasakthi 61’ Costa \| |             |                          |           |                   |
|                                                                            |             |                          |           |                   |
| Lalengmawia 30’                                                            | Marcatori   | 11’ Sivasakthi 61’ Costa |           |                   |

| Mumbai City | Bengaluru |

|                 |    |                        |     |     |     |
|                 |    |                        |     |     |     |
| GK              | 1  | Phurba Lachenpa        |     |     |     |
| RB              | 15 | Sanjeev Stalin         |     |     |     |
| CB              | 18 | Rostyn Griffiths       |     |     |     |
| CB              | 25 | Mourtada Fall (c)      | 44’ | 66’ |     |
| LB              | 17 | Mandar Rao Dessai      |     |     |     |
| CM              | 10 | Ahmed Jahouh           | 87’ |     |     |
| CM              | 16 | Vinit Rai              |     | 66’ |     |
| OM              | 45 | Lalengmawia            |     | 74’ | 30’ |
| RW              | 29 | Bipin Singh            |     |     |     |
| CF              | 24 | Greg Stewart           |     |     |     |
| LW              | 7  | Lallianzuala Chhangte  |     |     |     |
| A disposizione: |    |                        |     |     |     |
| GK              | 22 | Bhaskar Roy            |     |     |     |
| CB              | 5  | Mehtab Singh           |     | 66’ |     |
| CB              | 33 | Gursimrat Singh Gill   |     |     |     |
| CM              | 8  | Alberto Noguera        |     | 66’ |     |
| CM              | 14 | Rowllin Borges         |     |     |     |
| CM              | 23 | Vignesh Dakshinamurthy |     |     |     |
| CM              | 36 | Asif Khan              |     |     |     |
| FW              | 6  | Vikram Pratap Singh    |     | 88’ |     |
| FW              | 9  | Gurkirat Singh         |     | 74’ |     |
| FW              | 28 | Ayush Chhikara         |     |     |     |
| Allenatore      |    |                        |     |     |     |
| Des Buckingham  |    |                        |     |     |     |

|                 |    |                       |       |     |     |
|                 |    |                       |       |     |     |
| GK              | 1  | Gurpreet Singh Sandhu |       |     |     |
| RB              | 33 | Prabir Das            |       | 80’ |     |
| CB              | 5  | Alan Costa            |       | 64’ | 61’ |
| CB              | 3  | Sandesh Jhingan       | 56’   |     |     |
| CB              | 4  | Aleksandar Jovanović  |       |     |     |
| LB              | 32 | Naorem Roshan Singh   |       | 80’ |     |
| CM              | 7  | Jayesh Rane           |       | 80’ |     |
| CM              | 6  | Bruno Ramires         | 90+5’ |     |     |
| OM              | 11 | Sunil Chhetri (c)     |       |     |     |
| CF              | 39 | Sivasakthi Narayanan  |       | 89’ | 11’ |
| CF              | 22 | Roy Krishna           |       |     |     |
| A disposizione: |    |                       |       |     |     |
| GK              | 30 | Lara Sharma           |       |     |     |
| CB              | 15 | Wungngayam Muirang    |       |     |     |
| CB              | 24 | Hira Mondal           |       | 80’ |     |
| CM              | 2  | Parag Shrivas         |       | 64’ |     |
| CM              | 12 | Danish Farooq Bhat    |       |     |     |
| CM              | 18 | Rohit Kumar           |       | 80’ |     |
| CM              | 25 | Namgyal Bhutia        |       | 89’ |     |
| CM              | 31 | Leon Augustine        |       |     |     |
| FW              | 19 | Faisal Ali            |       |     |     |
| FW              | 21 | Udanta Singh          |       | 80’ |     |
| Allenatore:     |    |                       |       |     |     |
| Simon Grayson   |    |                       |       |     |     |